# Cephalodella exigua
Cephalodella exigua är en hjuldjursart som först beskrevs av Gosse 1886.  Cephalodella exigua ingår i släktet Cephalodella och familjen Notommatidae. Arten är reproducerande i Sverige. Inga underarter finns listade i Catalogue of Life.